# Schwärzenbach (Mangfall)
Der Schwärzenbach ist ein rechter Zufluss der Mangfall gegenüber von Dürnbach in der Gemeinde Gmund am Tegernsee im oberbayerischen Landkreis Miesbach.
Der Bach entsteht aus dem Zusammenfluss von Schußbach und Reithgraben. Er fließt bis zu seiner Mündung in die Mangfall in meist nordwestlicher Richtung.